# Geert-Jan Roebers
Geert-Jan Roebers (Oostkapelle, 29 mei 1961) is een Nederlands bioloog, columnist en schrijver.

## Biografie

### Jeugd en opleiding
Roebers werd geboren in het Zeeuwse Oostkapelle en groeide op in Middelburg. Hij volgde daar het gymnasium aan de Stedelijke Scholengemeenschap. Hierna studeerde hij biologie aan de Universiteit Utrecht.

### Loopbaan
Roebers kwam in 1988 in dienst bij het Wereld Natuur Fonds als educatief bioloog en persvoorlichter. Hierna begon hij zijn eigen bureau voor redactie en communicatie en werkte daarnaast als eindredacteur van het schooltv-programma Nieuws? Uit de natuur!. Later begon hij als schrijver van boeken over de natuur. Hij debuteerde in 2006 met zijn boek Kraaienbende. In 2023 won zijn boek Briljante planten dat hij met illustrator-vormgever Margot Westermann maakte een Zilveren Griffel en Dit was de plastictijd een Glazen Globe (tweejaarlijkse prijs voor het beste aardrijkskundige jeugdboek), eveneens met Westermann als illustrator-vormgever. Paddenstoel & co, met illustrator-vormgever Wendy Panders, kreeg in 2024 zowel een Zilveren Griffel als een Zilveren Penseel. Naast boeken schrijft hij voor tijdschriften als Rangers, Taptoe en Roots. In 2011 en 2012 schreef hij teksten voor de actie AH Superdieren en in 2023 de voice-overtekst voor de bioscoopfilm Onder het maaiveld Junior en in 2024 voor De Wilde Noordzee. Hij werkt samen met schrijvers en illustratoren als Annemarie Bon, Wendy Panders en Margot Westermann. 

## Publicaties
- (2006) Kraaienbende i.s.m. Stefan Halewijn
- (2007) Struikrovers i.s.m. Stefan Halewijn
- (2008) Addergebroed i.s.m. Stefan Halewijn
- (2008) Spinnen in beeld
- (2009) Keverkriebels i.s.m. Stefan Halewijn
- (2010) Arendsoog i.s.m. Stefan Halewijn
- (2010) De Koraaldriehoek i.s.m. Dos Winkel (fotografie)
- (2011) Ratjetoe i.s.m. Stefan Halewijn
- (2012) Hoofdluis - en andere stekers, bijters en zuigers
- (2016) Zij de cobra? Wij de adder!  i.s.m. Wendy Panders (ill.)
- (2016) Roots Natuur Doe-boek i.s.m. Nicole van Borkulo
- (2016) Wilde dieren in Nederland
- (2016) Sterren
- (2016) Zeezoogdieren
- (2017) Roots Scheurkalender 2017
- (2017) Ecosystemen
- (2017) Ben niet bang voor de wilde dieren i.s.m. Wendy Panders (ill.)
- (2017) Kwallen
- (2017) Bacteriën en schimmels
- (2017) Zonne-energie
- (2018) Roots Scheurkalender 2018
- (2018) Hoe dieren groeien
- (2018) Pijn
- (2018) Virussen
- (2018) De grondel en de garnaal i.s.m. Margot Westermann (ill.)
- (2018) Roots Doe-boek Vogels
- (2019) Roots Scheurkalender 2019
- (2019) Het heelal
- (2019) Satellieten
- (2019) Dieren in de winter
- (2019) De reuzenkraak is liever lui (samenstelling)
- (2020) Roots Scheurkalender 2020
- (2020) Mieren en termieten
- (2020) Het beschermen van wilde dieren
- (2020) Horen
- (2020) Wereldmuziek
- (2020) Roots Doe-boek Insecten
- (2020) Tot op de bodem - leven in zee
- (2021) Roots Scheurkalender 2021
- (2021) Grote mensapen
- (2021) Micropia
- (2021) Weidevogels
- (2022) Roots Scheurkalender 2022
- (2022) Afrika
- (2022) Wilde planten
- (2022) Wilde zwijnen
- (2022) Briljante planten i.s.m. Margot Westermann (ill.), bekroond met een Zilveren Griffel 2023
- (2022) Wormen
- (2022) Antarctica
- (2022) Soortenschat i.s.m. Pieter Fannes (ill.)
- (2022) Dit was de plastictijd i.s.m. Margot Westermann (ill.), bekroond met de Glazen Globe 2023
- (2022) Zangvogels
- (2022) Katachtigen
- (2022) Epidemieën
- (2023) Roots Scheurkalender 2023
- (2023) Neushoorns
- (2023) Eén plus één is meer (vertaling)
- (2023) Paddenstoel & co i.s.m. Wendy Panders (ill.), bekroond met een Zilveren Griffel en een Zilveren Penseel 2024
- (2024) Roots Scheurkalender 2024
- (2024) Haaien
- (2024) Klimaatverandering
- (2024) Hondachtigen
- (2024) Onze rijke regenwouden (vertaling)
- (2024) Koraalriffen
- (2024) Leven in het heelal
- (2024) Metamorfose i.s.m. Merlijne Marell (ill.)
- (2025) Roots Scheurkalender 2025
- (2025) Krokodillen
- (2025) Klimaten
- (2025) Vogels spotten
- (2025) Van tong tot teen i.s.m. Wendy Panders (ill.)

## Bekroningen
- (2018) nominatie Jan Wolkersprijs (longlist) voor Ben niet bang voor de wilde dieren
- (2023) Zilveren Griffel voor Briljante planten
- (2022-2023) Glazen Globe voor Dit was de plastictijd
- (2024) Zilveren Griffel voor Paddenstoel & co
- (2024) nominatie Natuurboekenprijs (longlist) voor Soortenschat
- (2025) nominatie Natuurboekenprijs (longlist) voor Metamorfose